# Arnulf Kuschke
Arnulf Kuschke (* 10. August 1912 in Kiel; † 2. November 1995 in Bad Nauheim) war ein deutscher evangelischer Theologe und Biblischer Archäologe.

## Leben
Kuschke studierte Theologie und Orientalistik von 1931 bis 1939 an der Ludwigs-Universität Gießen, der Martin-Luther-Universität Halle-Wittenberg, der Friedrich-Wilhelms-Universität zu Berlin und der Universität Kairo. 1937 wurde er in Gießen mit der Dissertation „Arm und Reich im Alten Testament“ promoviert; 1949 erfolgte an der Georg-August-Universität Göttingen die Habilitation aufgrund seiner Schrift „Lagervorstellung der priesterschriftlichen Erzählung“. Anschließend forschte er – nun Privatdozent in Erlangen – 1953/1954 in der Bekaa-Ebene und 1954/1955 in Ugarit. Von 1955 bis 1968 war er ordentlicher Professor für Altes Testament und Biblische Archäologie an der Johannes Gutenberg-Universität Mainz. Von 1968 bis zu seiner Emeritierung 1978 lehrte er als ordentlicher Professor an der Eberhard Karls Universität Tübingen.

## Schriften (Auswahl)
- als Herausgeber: Verbannung und Heimkehr. Beiträge zur Geschichte und Theologie Israels im 6. und 5. Jahrhundert v. Chr. Wilhelm Rudolph zum 70. Geburtstage. Tübingen 1961, OCLC 1131110799.
- mit Rolf Hachmann: Bericht über die Ergebnisse der Ausgrabungen in Kamid el-Loz [Libanon] in den Jahren 1963 und 1964. Bonn 1966, OCLC 1014955929.
- als Herausgeber mit Ernst Kutsch: Archäologie und Altes Testament. Festschrift für Kurt Galling zum 8. Januar 1970. Tübingen 1970, OCLC 490054092.
- mit Siegfried Mittmann und Uwe Müller: Archäologischer Survey in der nördlichen Biqāʿ, Herbst 1972. Wiesbaden 1976, ISBN 3-920153-67-7.